# Las Palmas, Pantepec
Las Palmas är en ort i Mexiko.   Den ligger i kommunen Pantepec och delstaten Puebla, i den sydöstra delen av landet, 180 km nordost om huvudstaden Mexico City. Las Palmas ligger 215 meter över havet och antalet invånare är 349.
Terrängen runt Las Palmas är kuperad åt sydväst, men åt nordost är den platt. Runt Las Palmas är det ganska tätbefolkat, med 52 invånare per kvadratkilometer. Närmaste större samhälle är La Ceiba, 19,4 km norr om Las Palmas. Omgivningarna runt Las Palmas är en mosaik av jordbruksmark och naturlig växtlighet.